# لوران
حي لوران  من الأحياء الراقية في مدينة الإسكندرية بمصر. يقع حي لوران في منطقة الرمل بين أحياء السيوف، جناكليس، وحي سان ستيفانو. ويضم محطة ترام لوران وتجاور الحى كلية فيكتوريا أحد اعرق وأقدم المدارس بمصر والتي خرجت ملوك وامراء وممثلين اشهرهم الملك حسين وعمر الشريف والحى الذي حدث به انهيار عمارة لوران المنكوبة.
ترجع تسمية الحي بهذا الاسم نسبة لفيلا الخواجة إدوار لوران صاحب مصانع الدخان والذي كان يقطن بتلك المنطقة بالشارع المسمى باسمه «شارع لوران» والذي يعرف حالياً باسم شارع محمد إقبال. ويضم شارع الاقبال مدرسة كلية الاقبال القومية.
يعتبر شارع شعراوي باشا هو الشارع الأشهر والرئيسي بالحي وسمي هكذا على اسمم محمد شعراوي باشا الذي كان يقطن في قصر مطل على هذا الشارع (وبجانبه الآن مدرسة لوران الثانوية) ونسبة أيضا إلى الجامع الذي بناه في نفس الشارع. يبلغ طول الشارع حوالي نصف كيلومتر ويمتد من الكورنيش وحتى شارع أبو قير. ويضم الشارع العديد من المحلات التجارية وكذلك مجمع تجاري شهير (الوطنية مول).
كان حي لوران يمتاز بوجود عدد كبير من الڤيلات والقصور ومعظمها قديم وأثري مبنية على الطراز الأوروبي ولكن مع الزحف العمراني تم هدم غالبية هذه القصور والڤلل وظهرت مكانها عمارات سكنية مما افقد الحي رونقه وجماله في الاونة الاخيرة.